# Gustav Leonhardt
Gustav Leonhardt ('s-Graveland, 30 maggio 1928 – Amsterdam, 16 gennaio 2012) è stato un clavicembalista, organista e direttore d'orchestra olandese.

## Biografia
Ha iniziato lo studio della musica nei Paesi Bassi, proseguendo dal 1947 il perfezionamento in organo e clavicembalo alla Schola Cantorum Basiliensis con Eduard Müller, poi dal 1950 presso l'accademia di musica viennese, dove in seguito, dal 1952, è nominato professore. Nel 1954 è  docente di clavicembalo al conservatorio di Amsterdam e nel 1969 insegna all'Università di Harvard. Come musicologo pubblica alcuni saggi su Bach e Froberger.
Dal 1950 la sua attività di strumentista è dedicata prevalentemente al clavicembalo ed egli è diventato noto soprattutto in qualità di interprete delle opere di Johann Sebastian Bach. Nel 1954 dà vita al Leonhardt Baroque Ensemble, poi al Leonhardt Consort; inizia quindi la registrazione delle composizioni di Bach.
Leonhardt è riconosciuto come uno dei pionieri della pratica della esecuzione storica, unitamente a Nikolaus Harnoncourt, col quale, tra il 1971 ed il 1990, ha realizzato il progetto dell'incisione di tutte le cantate da chiesa di J. S Bach.
Nel film Cronaca di Anna Magdalena Bach (Chronik der Anna Magdalena Bach) di Jean-Marie Straub (1967) ha partecipato non solo in qualità di musicista, ma anche in veste di attore nel ruolo di Bach.
Nel 1980 ha ricevuto il Premio Erasmo, insieme con Nikolaus Harnoncourt, e nel 1982 è stato insignito della laurea honoris causa  dall'Università di Dallas, nel 1983 dall'Università di Amsterdam, nel 1991 dall'Università di Harvard e nel 2000 dall'Università di Padova. Nel 2008 è stato nominato Accademico filarmonico ad honorem dell'Accademia Filarmonica di Bologna. Nel 2005 ha ricevuto dall'associazione Vincenzo Colombo di Pordenone il premio organistico "Tromboncino d'oro della Provincia di Pordenone". Si è ritirato dall'attività concertistica il 12 dicembre 2011, con un concerto di clavicembalo al Théâtre des Bouffes du Nord a Parigi.
La fortepianista Trudelies Leonhardt è sua sorella.

## Principali allievi
- Alfonso Fedi
- Alan Curtis
- Richard Egarr
- Bernard Foccroulle
- Pierre Hantaï
- Marco Mencoboni
- Domenico Morgante
- Francesco Cera
- Roberto Menichetti
- Philippe Herreweghe
- Christopher Hogwood
- Ton Koopman
- Davitt Moroney
- Christophe Rousset
- Skip Sempé
- Jeannette Sorrell
- Andreas Staier
- Bob van Asperen

## Discografia parziale
- 1972 - Johann Sebastian Bach, Sämtliche Cembalokonzerte (Telefunken)
- 1973 - Johann Sebastian Bach, Das Wohltemperierte Klavier 1-2 Teil BWV 846-893 (Deutsche Harmonia Mundi)
- 1974 - Johann Sebastian Bach, The French and English Suites BWV 806-817 (Philips Classics)
- 1977 - Johann Sebastian Bach, 6 Concerti Brandeburghesi BWV 1046-1051 (Philips Classics)
- 2003 - Henry Purcell, Anthems (Apex music)
- 2005 - William Byrd, Harpsichord music (Alpha Productions)
- 2005 - François Couperin, Pièces de clavecin (Harmonia Mundi)
- 2005 - Gustav Leonhardt plays historic harpsichords (Harmonia Mundi)
- 2006 - Johann Sebastian Bach, Art of Fugue BWV 1080 (Vanguard Classics)
- 2007 - Johann Sebastian Bach, Kantaten, Gustav Leonhardt e Nikolaus Harnoncourt (60 CD) (Teldec)
- 2007 - Johann Sebastian Bach, Goldberg Variations BWV 988 (BMG)
- 2008 - Jubilee Edition 80th Anniversary (Sony Classical)
- 2009 - Gustav Leonhardt Edition (Warner Music France)
- 2010 - Girolamo Frescobaldi, Il primo libro di Capricci (Harmonia Mundi)
- 2010 - Domenico Scarlatti, Sonatas for harpsichord (Harmonia Mundi)
- 2010 - Jan Pieterszoon Sweelinck, - Orgelwerke (Harmonia Mundi)
- 2010 - Louis Couperin, - Suites & Pavane (Harmonia Mundi)
- 2015 - Leonhardt, The art of Gustav Leonhardt - Age of Enlightenment/Frimmer/Wilson/Bonney, 1984/1995 Decca